# Francisco Fernández Ochoa
Francisco („Paquito“) Fernández Ochoa (* 25. Februar 1950 in Madrid; † 6. November 2006 in Cercedilla, Region Madrid) war ein spanischer Skirennläufer. Er war der erste Athlet seines Landes, der im alpinen Skisport zur Weltspitze vordrang. 1972 wurde er bei den Olympischen Winterspielen in Sapporo Olympiasieger im Slalom. Dieser Erfolg blieb bis heute der einzige spanische Olympiasieg bei Winterspielen (die Goldmedaillen für den Deutschen Johann Mühlegg, der 2002 in Salt Lake City für Spanien antrat, wurden annulliert).

## Biografie
Fernández Ochoa wurde als erstes von acht Kindern in Madrid geboren und wuchs in dem Dorf Cercedilla am Fuße der Sierra de Guadarrama auf. Seine Familie gilt als die erfolgreichste Skifamilie Spaniens. Seine Schwester Blanca gewann 1992 eine olympische Bronzemedaille. Neben Blanca haben mit Luis und Dolores zwei weitere Familienmitglieder an Olympischen Winterspielen teilgenommen.
Sein erster internationaler Wettbewerb war 1963 der Große Preis von Andorra, wo er im Slalom Vierter wurde und den Jugendwettbewerb gewann. Er verließ die Schule, um sich dem Skisport zu widmen und wurde 1964 in die spanische Nachwuchsmannschaft aufgenommen. Im selben Jahr gewann er einen Wettbewerb im Val d’Aran, bei dem er erstmals den amtierenden spanischen Meister Luis Viu besiegte. Im November 1966 stürzte Fernández Ochoa schwer und konnte zwei Monate kein Ski fahren. Im Folgejahr wurde er spanischer Meister in Slalom, Riesenslalom und Kombination.
Bei den Olympischen Winterspielen 1968 gab er sein olympisches Debüt und wurde 23. im Slalom und 38. in der Abfahrt. Im Januar 1969 machte er erstmals international auf sich aufmerksam, als er beim Weltcup-Slalom vom Megève als 18-Jähriger auf den sechsten Rang fuhr. Dies war die erste Platzierung eines spanischen Rennläufers unter den besten Zehn seit Einführung des Weltcups. Obwohl er im Lauf seiner Karriere nur einen Weltcupslalom gewann (am 6. März 1974 in Zakopane), zählte Ochoa in den 1970er Jahren zu den erfolgreichsten und beständigsten Fahrern. Zwischen 1969 und 1980 fuhr er insgesamt 30 Mal unter die besten Zehn, fast ausnahmslos in Slaloms und Kombinationen.
Die größten Erfolge seiner Karriere feierte er aber bei den internationalen Titelkämpfen. Nachdem er bei den Weltmeisterschaften 1970 in Gröden zwei neunte Plätze im Slalom und der Kombination belegt hatte, gelang ihm zwei Jahre später bei den Olympischen Winterspielen in Sapporo eine der größten Überraschungen in der Geschichte des alpinen Skisports. Am Teine setzte er mit Startnummer 2 bereits im ersten Durchgang des olympischen Slaloms die Bestmarke und verwies den im Weltcup führenden Franzosen Jean-Noël Augert auf Rang 2. Der favorisierte Augert verpatzte jedoch seinen zweiten Lauf. Ochoa verteidigte dagegen mit der zweitbesten Laufzeit den ersten Platz und wurde mit über einer Sekunde Vorsprung vor den beiden italienischen Cousins Gustav Thöni und Roland Thöni der erste und bis heute einzige spanische Olympiasieger in der Geschichte der Winterspiele. Dieser Olympiasieg wurde zudem gleichzeitig als Weltmeistertitel gewertet.
Seinen Erfolg bestätigte er zwei Jahre später bei den Weltmeisterschaften 1974 in St. Moritz mit einer Bronzemedaille im Slalom. Vor der Olympiasaison 1975/76 stieg er von einer französischen auf eine österreichische Skimarke um. Bei den Olympischen Winterspielen 1976 in Innsbruck wurde er Neunter im Slalom. 1980 trat er dann noch einmal bei den Olympischen Winterspielen in Lake Placid an, fuhr in seiner Paradedisziplin aber nurmehr auf Rang 22. Danach beendete er seine aktive Laufbahn.

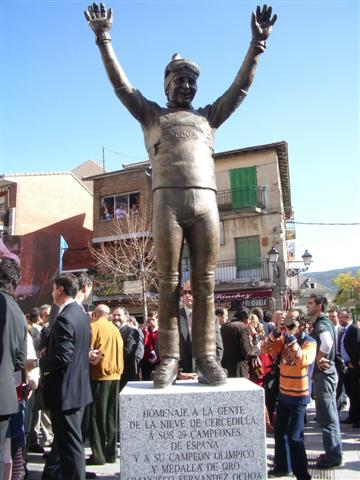
Fernández Ochoa-Denkmal in Cercedilla (2007)

Ochoa blieb eine der angesehensten Sportlerpersönlichkeiten Spaniens. 1995 und 1996 war er maßgeblich an der Organisation der Skiweltmeisterschaften in der Sierra Nevada beteiligt. König Juan Carlos, dem er auch Trainingsstunden gegeben hatte, verlieh ihm 2006 für seine Verdienste eine Ehrenmedaille. Am 28. Oktober 2006 wurde er in seinem Geburtsort in Anwesenheit der Infantinnen Cristina und Elena sowie des spanischen Sportministers Jaime Lissavetzky mit der Aufstellung eines Denkmales für die Wintersportler aus Cercedilla geehrt. Neun Tage später, am 6. November 2006, starb Francisco Fernández Ochoa im Alter von 56 Jahren an Lymphdrüsenkrebs.

## Erfolge

### Olympische Spiele
- Grenoble 1968: 23. Slalom, 38. Abfahrt, 38. Riesenslalom
- Sapporo 1972: 1. Slalom
- Innsbruck 1976: 9. Slalom, 24. Riesenslalom, 35. Abfahrt
- Lake Placid 1980: 22. Riesenslalom, 22. Slalom, 27. Abfahrt

### Weltmeisterschaften
- Gröden 1970: 9. Kombination, 9. Slalom
- St. Moritz 1974: 3. Slalom
- Innsbruck 1976: 6. Kombination
- Lake Placid 1980: 5. Kombination

### Weltcup
- 4 Podestplätze, davon 1 Sieg:

| Datum        | Ort      | Land  | Disziplin |
| ------------ | -------- | ----- | --------- |
| 6. März 1974 | Zakopane | Polen | Slalom    |

### Weltcupwertungen
| Saison  | Gesamt | Gesamt | Riesenslalom | Riesenslalom | Slalom | Slalom | Kombination | Kombination |
| Saison  | Platz  | Punkte | Platz        | Punkte       | Platz  | Punkte | Platz       | Punkte      |
| ------- | ------ | ------ | ------------ | ------------ | ------ | ------ | ----------- | ----------- |
| 1968/69 | 38.    | 6      | –            | –            | 20.    | 6      | –           | –           |
| 1969/70 | 55.    | 2      | –            | –            | 34.    | 2      | –           | –           |
| 1970/71 | 39.    | 7      | –            | –            | 19.    | 7      | –           | –           |
| 1972/73 | 34.    | 13     | 27.          | 2            | 18.    | 11     | –           | –           |
| 1973/74 | 15.    | 46     | –            | –            | 8.     | 46     | –           | –           |
| 1974/75 | 9.     | 79     | –            | –            | 7.     | 79     | –           | –           |
| 1975/76 | 63.    | 1      | –            | –            | –      | –      | 19.         | 1           |
| 1978/79 | 91.    | 3      | –            | –            | –      | –      | –           | –           |
| 1979/80 | 33.    | 27     | –            | –            | –      | –      | 5.          | 27          |